# Мэлоун, Рид
Рид Мэлоун (англ. Reed Malone; род. 3 апреля 1995, Уиннетка, Иллинойс) — американский пловец, специализирующийся в плавание кролем. Серебряный призёр чемпионата мира.

## Биография
Стал известен после летней Универсиады 2015 года в Кванджу, где завоевал 2 золотых и 1 бронзовую медаль. Победил на дистанции 200 метров кролем, проплыв с личным рекордом 1 минуту и 47,15 секунды. На дистанции 400 метров кролем завоевал бронзовую медаль, проплыв с результатом 3 минуты и 50,13 секунды. Вторую золотую медаль Рид завоевал вместе с эстафетной командой США на дистанции 4×200 метров, проплыл свой этап за 1 минуту и 47,06 секунды.
Участник чемпионата мира по водным видам спорта 2015 года в Казани. Плыл в эстафете кролем 4×200 метров, где американцы завоевали серебряную медаль, в составе эстафеты плыли: Рид Мэлоун, Райан Лохте, Конор Дуайер и Михаэль Вайсс.